# Плеве, Николай Вячеславович
Никола́й Вячесла́вович Пле́ве (1871 — после 1929) — русский государственный деятель, сенатор, член Государственного совета.

## Биография
Православный. Из потомственных дворян. Сын министра внутренних дел Вячеслава Константиновича Плеве (1846—1904), убитого эсерами, и жены его Зинаиды Николаевны Грицевич. Землевладелец Костромской (300 десятин) и Новгородской губерний.
Окончив частную гимназию Карла Мая (1891) и юридический факультет Санкт-Петербургского университета с дипломом 1-й степени (1895), поступил на службу младшим помощником делопроизводителя в Земский отдел МВД.
Последовательно занимал должности: секретаря переселенческого управления (1899), делопроизводителя того же управления (1900—1902), делопроизводителя Государственной канцелярии (1902—1904), помощника статс-секретаря Государственного совета (1904—1905) и управляющего отделом сельской экономии и сельскохозяйственной статистики ГУЗиЗ (1905—1906). В 1905 году был делопроизводителем Особого совещания о мерах к укреплению крестьянского землевладения.
Чины: камергер (1907), действительный статский советник (1911), в должности гофмейстера (1913), гофмейстер (1916).
2 июня 1906 года был назначен помощником управляющего, а в апреле 1910 — управляющим делами Совета министров, каковую должность занимал до июля 1914 года. По воспоминаниям В. Н. Коковцова, Плеве пользовался полным доверием Столыпина. С 1912 года состоял членом Особого совещания по делам Великого княжества Финляндского. 7 марта 1914 года назначен товарищем министра внутренних дел Н. А. Маклакова. Заведовал Земским отделом и управлением по делам воинской повинности, с 1915 года был председателем Особого совещания МВД по делам о беженцах. 13 февраля 1916 года назначен сенатором 2-го департамента Сената, с производством в тайные советники, а 15 февраля пожалован в гофмейстеры. 26 мая того же года назначен помощником главного начальника Петроградского военного округа по гражданской части, с оставлением в звании сенатора.
Кроме того, состоял действительным членом Русского собрания, пожизненным действительным членом Императорского православного палестинского общества (с 1907) и пожизненным членом Православного Корельского братства во имя св. великомученика и победоносца Георгия (с 1912). Входил в редакционную комиссию «Книги русской скорби».
1 января 1917 года, по инициативе И. Г. Щегловитова, назначен членом Государственного совета. Входил в правую группу. Во время Февральской революции был арестован, в конце марта — начале апреля содержался в Министерском павильоне Государственной думы, затем был освобожден. Допрашивался Чрезвычайной следственной комиссией Временного правительства. 1 мая 1917 года был оставлен за штатом, а 25 октября 1917 года уволен в отставку.
До мая 1919 года жил в Петрограде вместе с тяжело больной матерью. В мае—июне 1919 года, опасаясь возможного ареста, скрывался у знакомых. Позднее в том же году купил поддельный паспорт на имя Николая Павловича Попова и устроился делопроизводителем на Елагинскую экскурсионную станцию. Забота о матери, жившей после революции по поддельным документам и умершей в 1921 году, не позволила ему в 1918 году эмигрировать в США, куда уехала его сестра Е. В. Вуич.
Затем жил на станции Сиверской, был делопроизводителем местной школы-колонии. В ночь на 14 мая 1929 года был обыскан и арестован нарядом ОГПУ. Во время допроса признал своё настоящее имя. Обвинялся по статье 58-13 УК РСФСР — «активная борьба против рабочего класса и революционного движения, проявленная на ответственной должности при царском строе». 4 ноября 1929 года Коллегией ОГПУ был признан виновным и приговорен к 5 годам концлагерей с заменой на высылку в Северный край на тот же срок.
Дальнейшая судьба неизвестна. Был холост.

## Награды
- Орден Святого Станислава 1-й ст. (1914);
- Высочайшая благодарность (1915).
- медаль «В память 200-летия Полтавской битвы»
- медаль «В память 300-летия царствования дома Романовых»
- Знак отличия «за труды по землеустройству»
- Знак отличия «за труды по переселению и по земельному устройству за Уралом»

иностранные:
- французский орден Почетного Легиона, кавалерский крест (1903).